# ملانی اسمیت (سوارکار)
ملانی اسمیت (انگلیسی: Melanie Smith؛ زادهٔ ۲۳ سپتامبر ۱۹۴۹) سوارکار اهل ایالات متحده آمریکا بود.
وی در مسابقات کشوری و بین‌المللی در مجموع برندهٔ ۲ مدال طلا شده‌است.